# Теорія самосприйняття
Теорія самосприйняття — теорія формування установок, яку розробив психолог Деріл Бем. Він стверджує, що люди розвивають свої установки, спостерігаючи за власною поведінкою та роблячи висновки про те, які установки могли її спричинити. За своєю природою, ця теорія є контрінтуїтивною, адже загальноприйнята думка полягає в тому, що установки визначають поведінку. Крім того, теорія припускає, що людина формує установки без доступу до внутрішнього пізнання та стану настрою. Людина раціонально пояснює свою відкриту поведінку так само як вона намагається пояснити поведінку інших.

## Експеримент Бема
Намагаючись з'ясувати, чи можуть люди формувати свої установки як спостерігачі, не маючи доступу до своїх внутрішніх станів, Бем використовував міжособистісні симуляції, в яких «спостерігач-учасник» отримує детальний опис однієї з умов експерименту з когнітивного дисонансу. Учасники експерименту слухали запис чоловіка, який захоплено розповідає про нудне завдання.
Учасникам сказали, що чоловікові заплатили 20 доларів за його твердження, а іншій групі сказали, що йому заплатили 1 долар. В останньому варіанті учасники припускали, що людині більше сподобалося завдання, ніж ті, кому заплатили 20 доларів. Отримані результати були схожі на оригінальний експеримент Фестингера-Карлсміта. Оскільки спостерігачі, які не мали доступу до внутрішньої свідомості та настрою учасників, змогли зробити висновок про справжні установки учасників, цілком можливо, що самі учасники також приходять до своїх установок, спостерігаючи за власною поведінкою. Зокрема, Бем зазначає, що «твердження про установки, які складають основні залежні змінні в дисонансних експериментах, можна розглядати як міжособистісні судження, в яких спостерігач і об'єкт спостереження є однією і тією ж особою».

## Інші докази
Існують численні дослідження, проведені психологами, які підтверджують теорію самосприйняття, демонструючи, що емоції дійсно відповідають поведінці. Наприклад, було виявлено, що відповідні емоції (включаючи симпатію, антипатію, щастя, гнів та ін.) виникали після здійснення експериментаторами відповідних зовнішніх дій. Такі дії охоплювали різні вирази обличчя, погляди, позування. Після закінчення експерименту учасники робили висновки і розповідали про свої почуття і установки на основі вивчених дій, попри те, що їх просили робити те ж саме. Ці результати узгоджуються з теорією емоцій Джеймса-Ланге.
У 1974 році Джеймс Лейрд провів два експерименти про те, як зміни у виразі обличчя можуть викликати зміни в емоціях. Учасникам пропонували скорочувати або розслабляти певні м'язи обличчя, змушуючи їх усміхатися або хмуритися, не усвідомлюючи природи свого виразу. Учасники повідомляли, що відчували себе більш роздратованими, коли хмурилися, і щасливішими, коли посміхалися. Також вони вважали мультфільми, які дивилися з посмішкою, більш веселими, ніж ті, що дивилися з нахмуреним обличчям. Щобільше, рівень агресивності під час хмуріння був вищим, ніж під час усмішки. Натомість показники піднесення, енергійності та соціальної прихильності зростали під час посмішки. Лейрд інтерпретував ці результати як «свідчення того, що виразна поведінка людини впливає на якість її емоційного стану.» Іншими словами, міміка може бути причиною емоційного стану, а не наслідком. Тобто людина може відчути себе щасливою, просто усміхнувшись, а не навпаки.

## Нещодавні дослідження
Дослідження, що включають теорію самосприйняття, тривають і нині, паралельно з дослідженнями про мотиваційне «витіснення», тероризм, блукання у свідомості та включення інших у власне «Я».
У 2010 році Гуаданьйо та її колеги-експериментатори провели дослідження, присвячене вербуванню нових членів терористичними організаціями через Інтернет. Окрім вивчення того, як така організація може впливати на своїх жертв, щоб вони підтримували більш екстремістські ідеології (в першу чергу, за допомогою простих прохань, які поступово переростають у більш серйозні зобов'язання — приклад техніки нога у дверях, автори дослідили, як «новонавернені можуть формувати дедалі радикальніші погляди, що відповідатимуть їхній дедалі радикальнішій поведінці». Отже, теорія самосприйняття в цьому сценарії тісно пов'язана з соціальною ідентичністю та соціальним впливом.
Також у 2010 році Клейтон Крітчер і Томас Гілович провели чотири дослідження, щоб перевірити зв'язок між теорією самосприйняття і мандрами розуму. Теорія самосприйняття стверджує, що люди визначають своє ставлення та вподобання, інтерпретуючи значення власної поведінки. Крітчер і Гілович досліджували, чи покладаються люди також на неспостережувану поведінку, тобто на блукання розуму, коли роблять висновки про свої погляди і вподобання. Вони виявили, що «блукання розуму до позитивних подій, до поточної, а не минулої діяльності, і до багатьох подій, а не лише до однієї, як правило, пояснюється нудьгою, а отже, призводить до відчуття незадоволеності поточним завданням». Учасники покладалися на зміст своїх блукаючих думок як ключ до свого ставлення, якщо тільки до їхньої уваги не було доведено альтернативну причину їхнього блукання думок.
Аналогічно, Гольдштейн і Чіалдіні опублікували роботу, пов'язану з теорією самосприйняття, у 2007 році. У продовження теорії самосприйняття автори висунули гіпотезу, що люди іноді роблять висновки про власні риси чи установки, «спостерігаючи за вільно обраними діями інших людей, з якими вони відчувають почуття злитої ідентичності — так, ніби вони самі спостерігали, як вони виконують ці дії». Учасникам допомагали відчути почуття злиття з актором за допомогою завдання на визначення перспективи або зворотного зв'язку, що вказував на перекриття патернів мозкових хвиль. Учасники включали риси, характерні для поведінки актора, у власну Я-концепцію, що спонукало їх до зміни власної поведінки. Дослідження розглядає модель саморозширення: близькі стосунки можуть призвести до включення іншої людини у власне «Я».

## Застосування
Одним із корисних застосувань теорії самосприйняття є зміна установки, як у терапевтичному, так і з точки зору переконання.

### Психотерапія
Для терапії теорія самосприйняття передбачає інший погляд на психологічні проблеми, відмінний від традиційних поглядів. Традиційно психологічні проблеми походять з внутрішньої частини клієнтів. Однак теорія самосприйняття припускає, що люди виводять свої внутрішні почуття або здібності з їхньої зовнішньої поведінки. Якщо ця поведінка є дезадаптованою, люди приписуватимуть ці дезадаптації своїм поганим адаптаційним здібностям і, таким чином, страждатимуть від відповідних психологічних проблем. Таким чином, ця концепція може бути використана для лікування клієнтів з психологічними проблемами, що виникли внаслідок дезадаптації, спрямовуючи їх спочатку на зміну своєї поведінки, а потім на вирішення «проблем».
Однією з найвідоміших терапій, що використовує цю концепцію, є терапія «гетеросоціальної тривожності». У цьому випадку припущення полягає в тому, що людина вважає, що у неї погані соціальні навички, тому що вона не ходить на побачення. Експерименти показали, що чоловіки з гетеросоціальною тривожністю відчували менше занепокоєння у спілкуванні з жінками після кількох сеансів терапії, під час яких вони брали участь у 12-хвилинній, цілеспрямовано упередженій діадній соціальній взаємодії з окремими жінками. З цих, очевидно, успішних взаємодій чоловіки зробили висновок, що їхня гетеросоціальна тривожність зменшилася. Цей ефект виявився досить довготривалим, оскільки зниження гетеросоціальної тривожності призвело до значно більшої кількості побачень серед учасників через 6 місяців.

### Маркетинг і переконання
Теорія самосприйняття також лежить в основі ефективності багатьох маркетингових або переконуючих технік. Одним із типових прикладів є техніка «нога в дверях», яка широко використовується в маркетингу для переконання цільових клієнтів купувати товари. Основна передумова цього методу полягає в тому, що після того, як людина виконає невелике прохання (наприклад, заповнить коротку анкету), вона з більшою ймовірністю виконає більш суттєве прохання, пов'язане з початковим запитом (наприклад, придбає відповідний товар). Ідея полягає в тому, що початкове зобов'язання щодо невеликого прохання змінить самооцінку людини, а отже, дасть підстави погодитися з наступним, більшим проханням. Це відбувається тому, що люди спостерігають за власною поведінкою (звертають увагу на первинний запит і виконують його) і контекстом, в якому вони поводяться (немає очевидного стимулу для цього), і таким чином роблять висновок, що вони повинні надавати перевагу цим продуктам.